# GullivAir
GullivAir (болг. Гъливер) — болгарська авіакомпанія із головним офісом у Софії.

## Історія
GullivAir отримала свою експлуатаційну ліцензію від болгарських органів влади у вересні 2020 року та розпочала польоти з одним Airbus A330-200, успадкованим від Shaheen Air, із спеціальними чартерними послугами восени 2020 року. Оголосили про початок регулярних чартерних рейсів з Болгарії та Румунії до Домініканської Республіки та Мальдів з грудня 2020 року, а також подали заявку на початок рейсів до Нью-Йорка у майбутньому. Авіакомпанія також оголосила про поступове введення в експлуатацію додаткових літаків Airbus A330 і ATR 72.

## Напрямки
Болгарія
- Софія — база[1]

Домініканська республіка
- Пунта-Кана - сезонний чартер[3]

Кенія
- Момбаса - сезонний чартер[4]

Мальдіви
- Мале - сезонний чартер[5]

Румунія
- Бухарест — база[1]

## Флот
Флот на лютий 2021:
| Тип             | Загалом | Замовлено | Пасажирів | Пасажирів | Пасажирів | Примітки                |
| Тип             | Загалом | Замовлено | C         | Y         | Total     | Примітки                |
| --------------- | ------- | --------- | --------- | --------- | --------- | ----------------------- |
| Airbus A330-200 | 1       | —         | —         | 326       | 326       | LZ-ONE                  |
| Airbus A330-200 | —       | 2         | 18        | 251       | 269       | Поставки з лютого 2021. |
| ATR 72-600      | 1       | 2         | TBA       | TBA       | TBA       | Поставки з лютого 2021. |
| Разом           | 2       | 4         |           |           |           |                         |